# 威廉·路德維希 (巴登-杜爾拉赫)

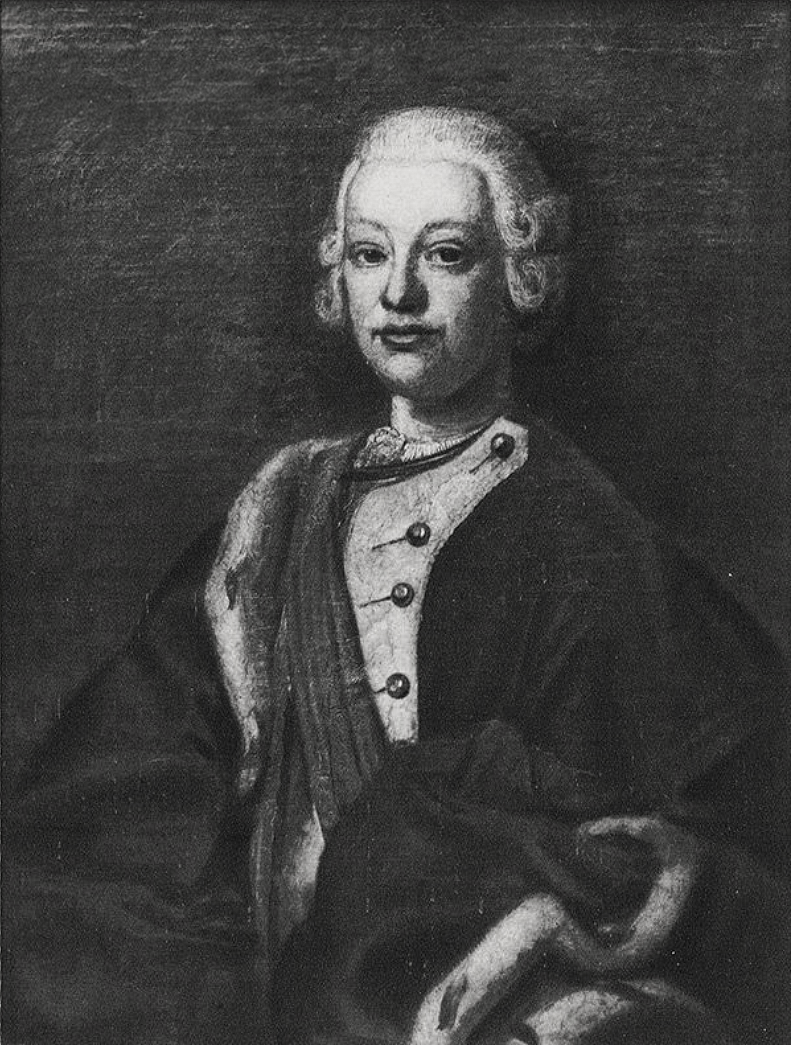

威廉·路德維希（德語：Wilhelm Ludwig，1732年1月14日—1788年12月17日）是巴登-杜尔拉赫的腓特烈和妻子阿馬莉的次子。威廉·路德維希的哥哥是日後的巴登大公卡爾·腓特烈。